# فرانز أولريش
فرانز أولريش (بالألمانية: Franz Ullrich)‏ هو شخصية أعمال ألماني، ولد في 22 يوليو 1830 في Maikammer ‏ في ألمانيا، وتوفي في 21 ديسمبر 1891 في آنفايلار آم تريفلز في ألمانيا.